# خوان دي باريخا
خوان دي باريخا (بالإسبانية: Juan de Pareja)‏ (حوالي 1606 في أنتقيرة - 1670 في مدريد) رسام إسباني، وُلد في العبودية في أنتقيرة، بالقرب من مالقا، إسبانيا. يُعرف في المقام الأول كعضو في الأسرة وورشة عمل للرسام دييغو فيلازكويز، الذي أطلق سراحه في عام 1650. أعماله التي صدرت عام 1661 بعنوان «دعوة القديس ماثيو» (يشار إليها أحيانًا باسم «دعوة القديس ماثيو») معروضة في متحف برادو في مدريد، اسبانيا.
أصبح باريخامساعدًا لفيلكيز في وقت ما بعد السيد وعاد إلى مدريد من رحلته الأولى إلى إيطاليا في يناير 1631. بعد وفاة فيلاسكيز، أصبح باريخا مساعدًا للرسام جوان باوتيستا مارتينيز ديل مازو

## معرض صور

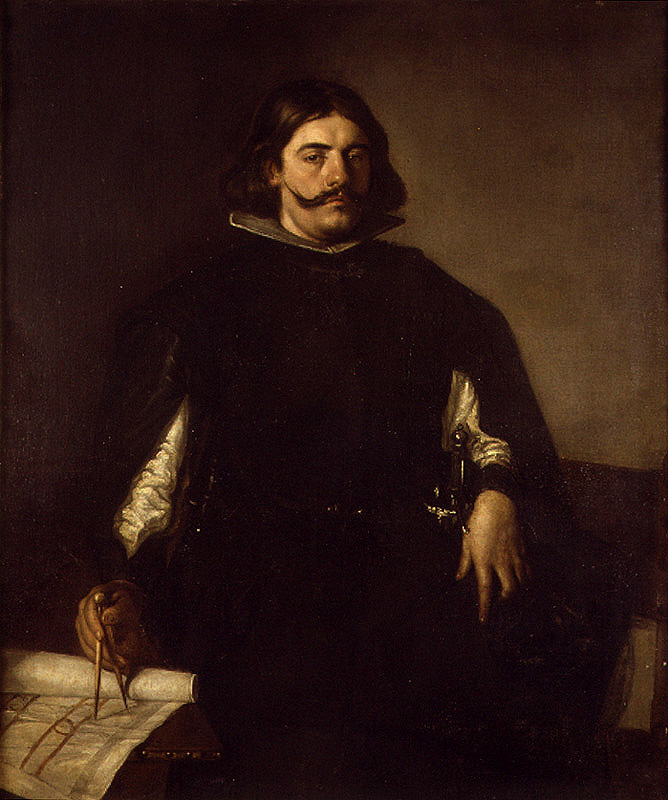
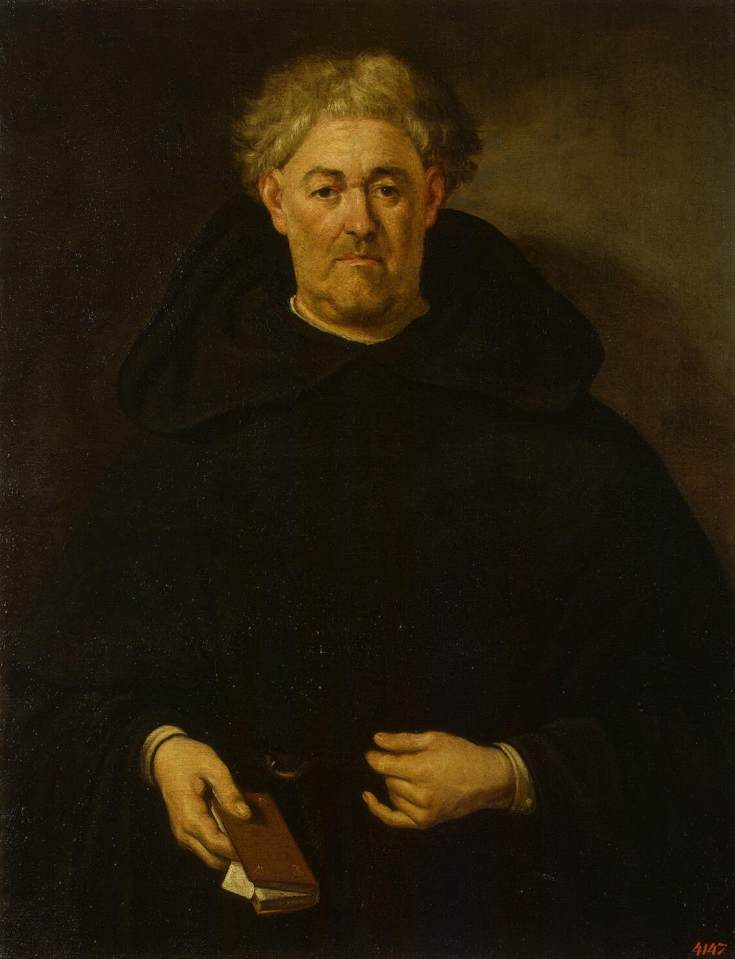
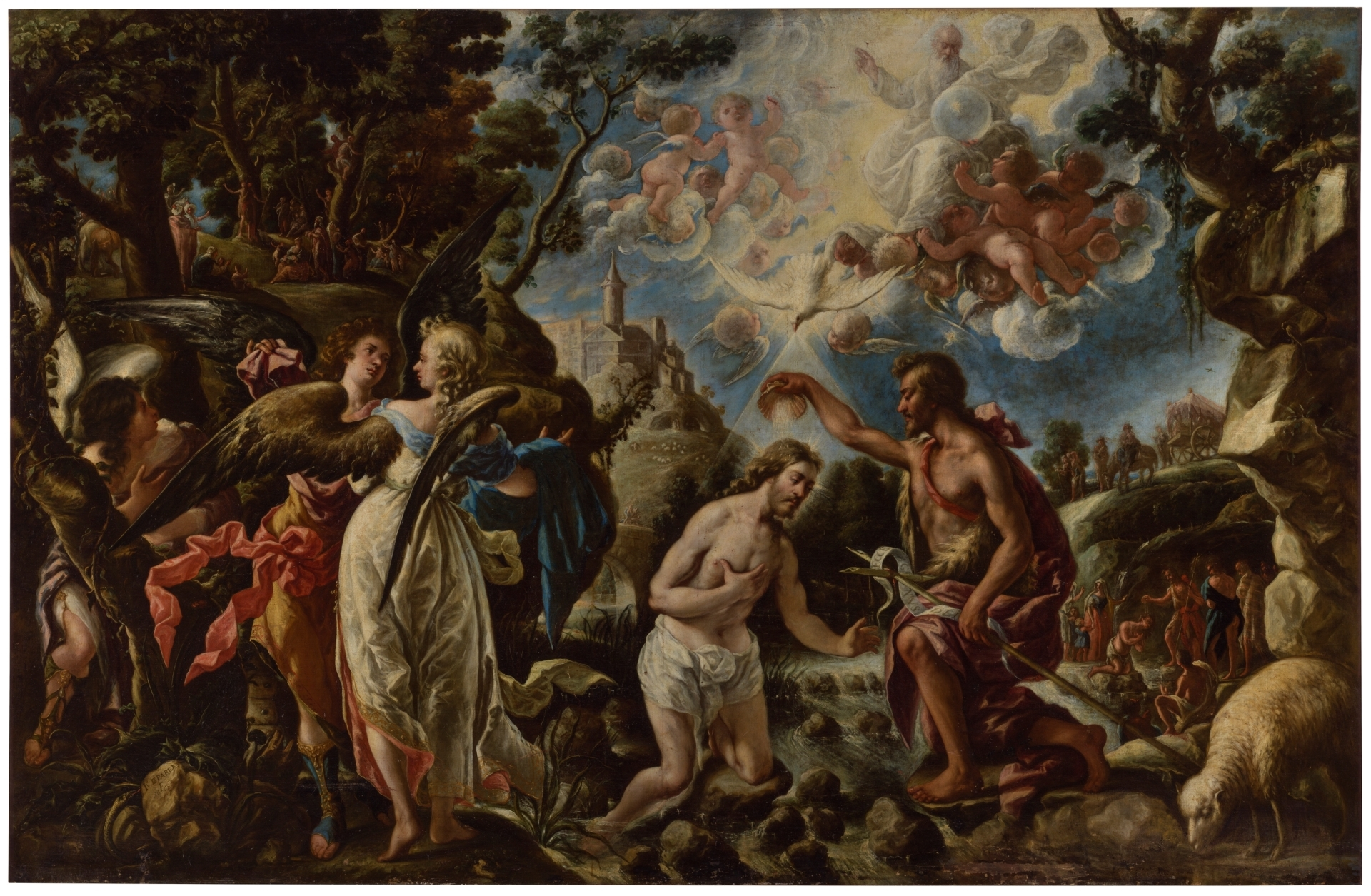
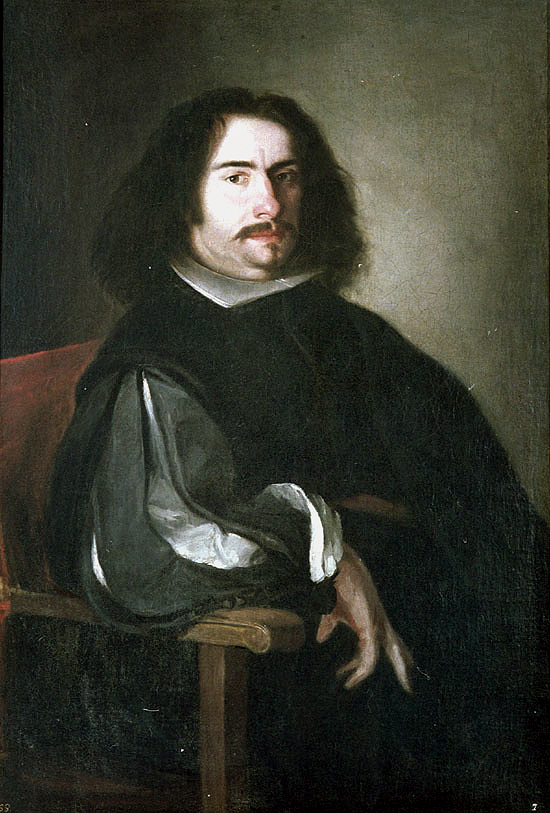
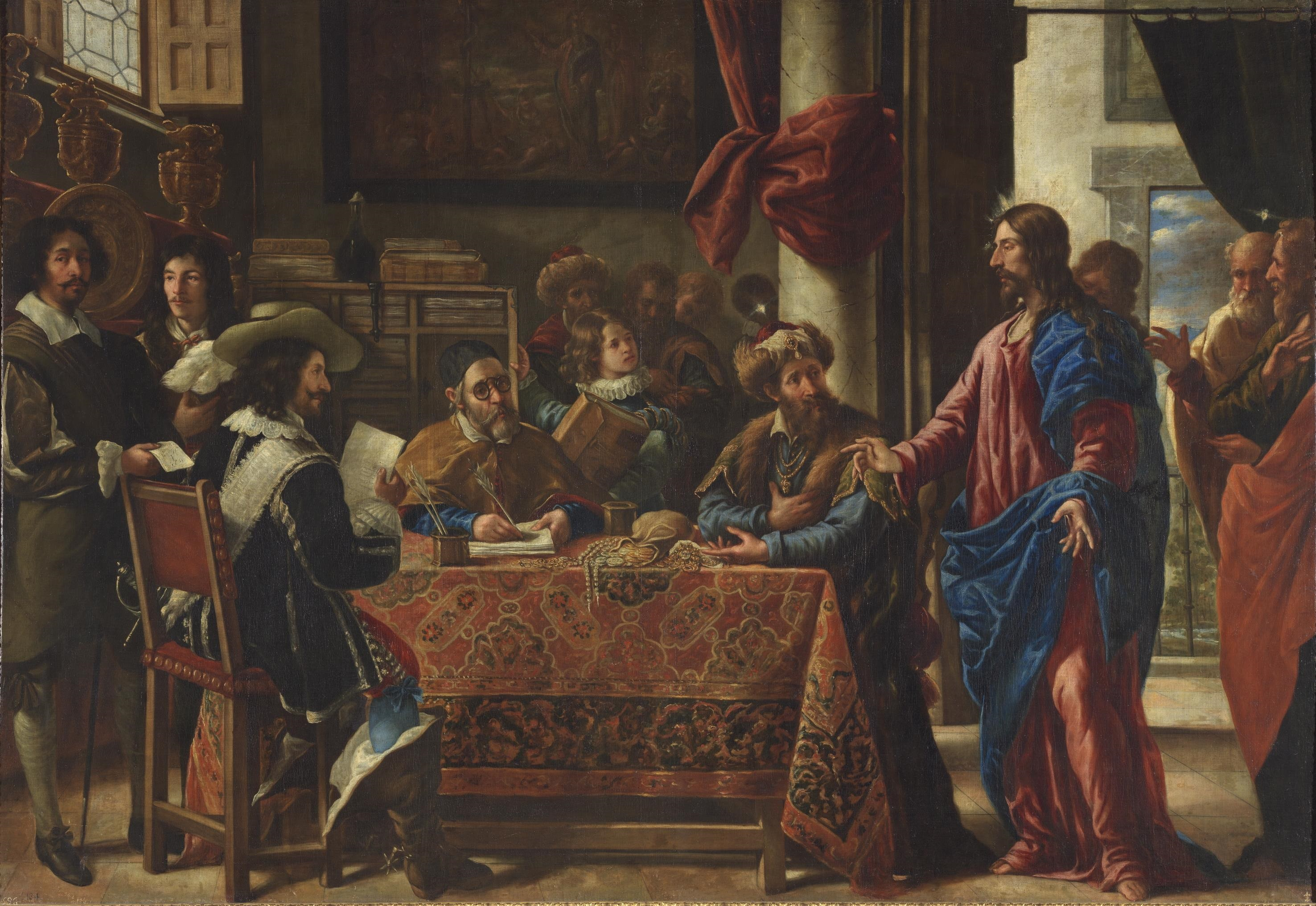
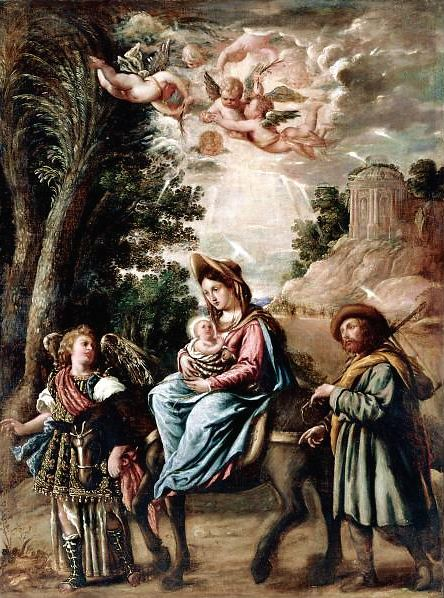